# Zlatograd
Zlatograd (búlgaro:Златоград) é uma cidade da Bulgária, localizada no distrito de Smolyan. A sua população era de 7,110 habitantes segundo o censo de 2010.

## População
| Zlatograd | Zlatograd | Zlatograd | Zlatograd | Zlatograd | Zlatograd | Zlatograd | Zlatograd | Zlatograd | Zlatograd | Zlatograd | Zlatograd | Zlatograd | Zlatograd | Zlatograd | Zlatograd | Zlatograd | Zlatograd | Zlatograd | Zlatograd |
| --- | --------- | --------- | --------- | --------- | --------- | --------- | --------- | --------- | --------- | --------- | --------- | --------- | --------- | --------- | --------- | --------- | --------- | --------- | --------- |
| Ano | 1887      | 1910      | 1934      | 1946      | 1956      | 1965      | 1975      | 1985      | 1992      | 2001      | 2002      | 2003      | 2004      | 2005      | 2006      | 2007      | 2008      | 2009      | 2010      |
| População |           |           |           | 4,182     | 4,508     | 6,510     | 7,724     | 8,756     | 8,831     | 7,942     | 7,887     | 7,732     | 7,622     | 7,493     | 7,383     | 7,363     | 7,289     | 7,225     | 7,110     |
| Fontes: Instituto Nacional de Estatísticas, „citypopulation.de“, „pop-stat.mashke.org“, Bulgarian Academy of Sciences |           |           |           |           |           |           |           |           |           |           |           |           |           |           |           |           |           |           |           |